# Footprints in the Sand (cântec)
Footprints in the Sand este cel de-al treilea single extras de pe albumul Spirit, al cântăreței de origine engleză, Leona Lewis.

## Informații generale
După succesul obținut de Bleeding Love, Lewis a început comercializarea unui nou cd single. Acesta conține două melodii: Better in Time și Footprints in the Sand. Fiind produse de J. R. Rotem și Andrea Martin, ambele piese au fost lansate la data de 7 martie a anului 2008.
Deși ambele piese au beneficiat de videoclipuri, Better in Time s-a dovedit a fi mai de succes, înregistrând poziții înalte în topurile din Europa. În România, melodia a obținut poziția cu numărul șapte în clasamentul celor mai difuzate piese la posturile radio. Footprints in the Sand a beneficiat de succes, însă numai regional, în Regatul Unit.
În timpul promovării acestor două single-uri, Lewis a călătorit în Africa de Sud pentru a putea fi martoră la acțiunile caritabile din acea regiune. Imagini din călătoria sa pot fi vizualizate în videoclipul melodiei Footprints in the Sand.

## Poziții ocupate în clasamente
| Clasamentul (2008) | Poziția maximă |
| ------------------ | -------------- |
| Regatul Unit       | 25             |
| Euro 200           | 70             |